# カミーラ・ミンガルディ
カミーラ・ミンガルディ（Camilla Mingardi, 1997年10月19日 - ）は、イタリアの女子バレーボール選手。イタリア代表。

## 来歴

### クラブチーム
ブレシア出身。2013年、イタリアセリエB1のFutura Volley Giovani Busto Arsizioに入団。2014年、Promoball Volleyballへ移籍。2シーズン、同チームで活躍した。2016年、Sab Volley Legnanoへ加入し、セリエA2だったチームをA1昇格に貢献した。2018/19シーズンはバレー・ベルガモでプレーし、セリエA1リーグで9位となった。2019/20シーズンはVolley Millenium Bresciaに移籍した。2020/21シーズンから2年間はFVブスト・アルシーツィオでプレーし、セリエA1リーグでは2年連続で5位だった。2022/23シーズンはサヴィーノ・デルベーネ・スカンディッチと契約した。2023/24シーズンはメガボックス・ヴァッレフォリアへ移籍した。2025年、SVリーグのヴィクトリーナ姫路に入団。

### 代表チーム
2018年、イタリア代表に初選出された。同年の地中海競技大会でデビューし、同年のネーションズリーグに出場した。2021年には再び代表に選ばれ、同年に自国で開催されたネーションズリーグで活躍した。

## 球歴
- ネーションズリーグ - 2018年、2021年

## 受賞歴
- 2017年 - 2016/17イタリアセリエA2 MVP
- 2021年 - 2020/21イタリアセリエA1 ベストスコアラー

## 所属クラブ
- Futura Volley Giovani Busto Arsizio（2013-2015年）
- Promoball Volleyball（2014-2016年）
- Sab Volley Legnano（2016-2018年）
- バレー・ベルガモ（2018-2019年）
- Volley Millenium Brescia（2019-2020年）
- FVブスト・アルシーツィオ（2020-2022年）
- サヴィーノ・デルベーネ・スカンディッチ（2022-2023年）
- メガボックス・ヴァッレフォリア（2023-2024年）
- Gresik Petrokimia（2024年）
- サヴィーノ・デルベーネ・スカンディッチ（2024-2025年）
- ヴィクトリーナ姫路（2025年-）